# Pablo Runyan
Pablo Runyan Kelting (Panamà, 1925-Madrid, 14 de febrer de 2002) va ser un pintor realista i surrealista que va viure i va treballar a Madrid des de 1951 fins al dia de la seva defunció.

## Biografia
Fill d'un famós metge especialitzat en malalties tropicals i una mare especialista en el cultiu dels bonsai, va viure a Panamà fins a 1943. Es mudà a Nova York i va conèixer a l'escriptora Anaïs Nin que es va fer la seva protectora. Ella el va introduir en l'elitista acadèmia de pintura Max Ernst. Va ser amic d'André Breton, Peggy Guggenheim, Max Ernst, Ava Gardner o Leonard Bernstein.
Insegur al fet que dedicar-se, la literatura o la pintura, s'allisto d'antuvi en la marina mercant donant voltes al món, i aprofitant del viatge per a escriure una novel·la, fins a arribar a Europa. Va viure en Paris i Londres però finalment es va establir a Madrid el 1951, on va tornar a pintar i fent treballs en el cinema i teatre amb personalitats com Luís Buñuel o Carlos Saura. Amb Saura va treballar a Llanto por un bandido interpretant un pintor anglès retratant El Tempranillo, interpretat per Paco Rabal. Ava Gardner el va visitar freqüentment a la seva casa de Madrid, i la casa de Runyan es convertí en un lloc de trobada de personalitats del cinema i pintura.
Des de 1970 es va dedicar exclusivament a la pintura, exposant les seves obres en Galeries com a Galeria Clan o Juana Mordo, i participant juntament amb artistes com Juan Prat en la Galeria Vandrès de Gloria Kirby, 1972, amb Daniel Garbade a ARCO 1984, o Jaume Plensa, Eduardo Chillida i Antonio Saura en la Fundació Juan March, 1998.

## Exposicions individuals
- Instituto Nacional, Panamá, 1949 i 1950
- Galería Clan (Tomas Seral), Madrid, España,1953
- Galería Provenza, Tánger,1954
- Galería Fernando Fe, Madrid, España, 1956
- Galería Vandrés, Madrid, España, 1972
- Galería Arvil, México D.F.1974
- Galería Etienne de Causans, París, Francia,1981
- Galería Juana Mordó, Madrid, España,1982
- Commonwealth Club, San Francisco, California, Estados Unidos,1984
- Galería Walcheturn de Zurich, ARCO, Madrid, España,1985
- Sala C.A.I. Luzan, Zaragoza,1990

## Premis
Medalles del Cercle d'Escriptors Cinematogràfics
| Any  | Categoria          | Pel·lícula           | Resultat  |
| ---- | ------------------ | -------------------- | --------- |
| 1967 | Millor ambientació | Si volvemos a vernos | Guanyador |